# Milicias regladas del Río de la Plata
El sistema de milicias regladas o disciplinadas fue aplicado en el Virreinato del Río de la Plata del Imperio español a partir de 1801 a imitación del que inicialmente se aplicó en Cuba. Significó un paso uniformador y superador del sistema de milicias urbanas y provinciales e incorporó la obligatoriedad del servicio. Los milicianos fueron incorporados a los privilegios del fuero militar, recibieron instructores veteranos (es decir, del ejército regular) y se les otorgó espacios de poder a las aristocracias locales. La invasión británica de 1806 hizo que el sistema se desprestigiara y fuera virtualmente abandonado en Buenos Aires al crear Santiago de Liniers las milicias voluntarias. Subsistió, sin embargo, en otras áreas del virreinato durante la guerra de la Independencia.

## Implementación de las milicias regladas en América
La conquista británica de La Habana en Cuba en 1762 hizo que la Corona española pensara en realizar una profunda reestructuración del Ejército de América, hasta entonces formado mayormente por veteranos europeos establecidos en plazas fuertes, quienes no solían ser relevados y su número disminuía por la deserción y las bajas. Recuperada La Habana por los españoles en 1763, fue enviada a Cuba una comisión integrada por designado capitán general de la isla, Ambrosio de Funes Villalpando (conde de Ricla), el mariscal de campo Alejandro O'Reilly y el ingeniero Silvestre Abarca, que el 27 de abril de 1763 partió de España para estudiar el problema militar. Esa comisión recomendó que las bases del sistema militar debían ser:
- Tropas españolas permanentes en las principales plazas, abastecidas y financiadas regularmente desde España, contando con planes de defensa.
- Tropas españolas expedicionarias para tiempos de conflicto, por el tiempo que estos durasen y con relevos periódicos.
- Establecimiento de las milicias provinciales obligando a todos los vecinos a integrarlas para defender sus propios territorios, instruidas por soldados veteranos y sin recibir sueldos mientras no estuvieran movilizadas.[1]

Las recomendaciones fueron aprobadas y O'Reilly recibió el encargo de llevar adelante su implementación, estableciéndose milicias provinciales en toda la América hispana.
El 19 de enero de 1769 una real cédula publicó el Reglamento para las milicias de Infantería y Caballería de la isla de Cuba, aprobado por S.M. y mandado que se observen inviolablemente todos sus artículos, que había sido redactado en 1764 y comisionado Alejandro O'Reilly para su implementación, inicialmente en Cuba. Otros reglamentos fueron posteriormente expedidos por el rey de España, basándose en el publicado para Cuba: Adición al Reglamento de las milicias de la isla de Cuba, hecha para el gobierno de las de la Provincia de Panamá el 30 de octubre de 1772; Reglamento para las Milicias de Infantería y Caballería de la Isla de Cuba, y que deben observarse en todo lo adaptable a las tropas de Milicias del Reyno del Perú, en 1793; Reglamento para las Milicias disciplinadas de Infantería y Dragones del Nuevo Reyno de Granada y Provincias agregadas a este Virreynato. De Orden de S.M. , el 24 de mayo de 1794.
El sistema de milicias regladas establecido en Cuba prescribía que en cada batallón hubiera los siguientes veteranos: un sargento mayor, un ayudante y un tambor; y en cada compañía: un teniente, un sargento y dos cabos. Todos los hombres en edad de tomar las armas, entre 15 y 45 años, debían alistarse en la milicia, incluso los exveteranos con menos de 20 años de servicio. En todos los pueblos y partidos rurales se empadronaba a los milicianos en compañías o escuadras que correspondían a dichos lugares. Los empadronados eran clasificados en cinco categorías, alistándose con preferencia a los solteros y viudos sin hijos, luego a los casados sin hijos, y finalmente a los casados con hijos hasta completar el número requerido. Los oficiales eran elegidos de entre los más distinguidos de la sociedad. Una vez a la semana se realizaba instrucción, generalmente los domingos. Los sueldos eran a cargo de la Real Hacienda, pero los armamentos y uniformes se pagaban con impuestos locales. Los milicianos adquirían el fuero militar que les daba privilegios.

## Reglamento de Milicias de 1781
El 24 de octubre de 1780 el virrey del Río de la Plata, Juan José de Vértiz y Salcedo, elevó al rey un reglamento por el que se consideraba miliciano a todo individuo robusto y dispuesto para el servicio, sin excepción de persona alguna de una misma familia, salvo el hijo que sea sostén de madre viuda. El reglamento fue aprobado mediante una real orden del 15 de marzo de 1781. Los milicianos continuaron siendo separados por castas. Este reglamento continuó en vigencia hasta el establecimiento de las milicias regladas en el Virreinato del Río de la Plata.

## Clasificación de las milicias
Una real orden de 22 de agosto de 1791 estableció la siguiente clasificación:
- Milicias disciplinadas o regladas: aquellas que tenían una plana mayor veterana y una asamblea reglada con su correspondiente régimen.
- Milicias urbanas: las que no cumplían con los requisitos de las regladas. Correspondían a ciudades, villas y parajes poblados.
- Milicias provinciales: correspondientes a una provincia, de la cual no debían salir.

## Plan de Milicias de 1793
En busca de un ahorro de gastos militares, el 11 de enero de 1790 fue expedida una real orden que ordenaba una racionalización de las milicias en la América hispana. En consecuencia el virrey Nicolás Antonio de Arredondo elevó el 26 de junio de 1793 un plan de milicias regladas y urbanas que comprendía únicamente la jurisdicción de la intendencia de Buenos Aires. Para el arreglo y disciplinas de las milicias se proyectaba usar el reglamento de Cuba de 1763 adaptado a las circunstancias locales. Solo los sargentos y oficiales estarían obligados a usar el uniforme, los cabos y soldados llevarían una cucarda encarnada en el sombrero. Las compañías urbanas se formarían con los excedentes de las milicias regladas y proveerían los reemplazos de estas. Como no contemplaba la totalidad del virreinato y no realiza ahorros, el plan no fue aprobado por el rey y el virrey debió dejar su cargo. La real orden de 6 de abril de 1795 ordenó realizar un nuevo plan de milicias al nuevo virrey Pedro Melo de Portugal, que falleció en 1797 sin realizarlo.

Acaso las circunstancias interiores de las fronteras de ese Virreinato, y las de hallarse sus costas sobre el Mar Atlántico exigirán hacerse excepción y adoptar distinto sistema del que hasta aquí se ha observado; pero requiriendo su Majestad que, antes de tomar providencia sobre tan grave asunto, se examine e instruya con toda prolijidad, se ha servido resolver que V.E. informe lo que se le ofreciere y parezca y que a este efecto se le dirija un ejemplar del nuevo Reglamento de Milicias de Santa Fe el que, sobre ser sustancialmente conforme con el de la Isla de Cuba, se considera el mas económico y mejor combinado de los que rigen las tropas de esta clase establecidas en la America Septentrional.

## Reglamento de milicias disciplinadas de 1801
- Wikisource contiene obras originales de o sobre Milicias regladas del Río de la Plata.

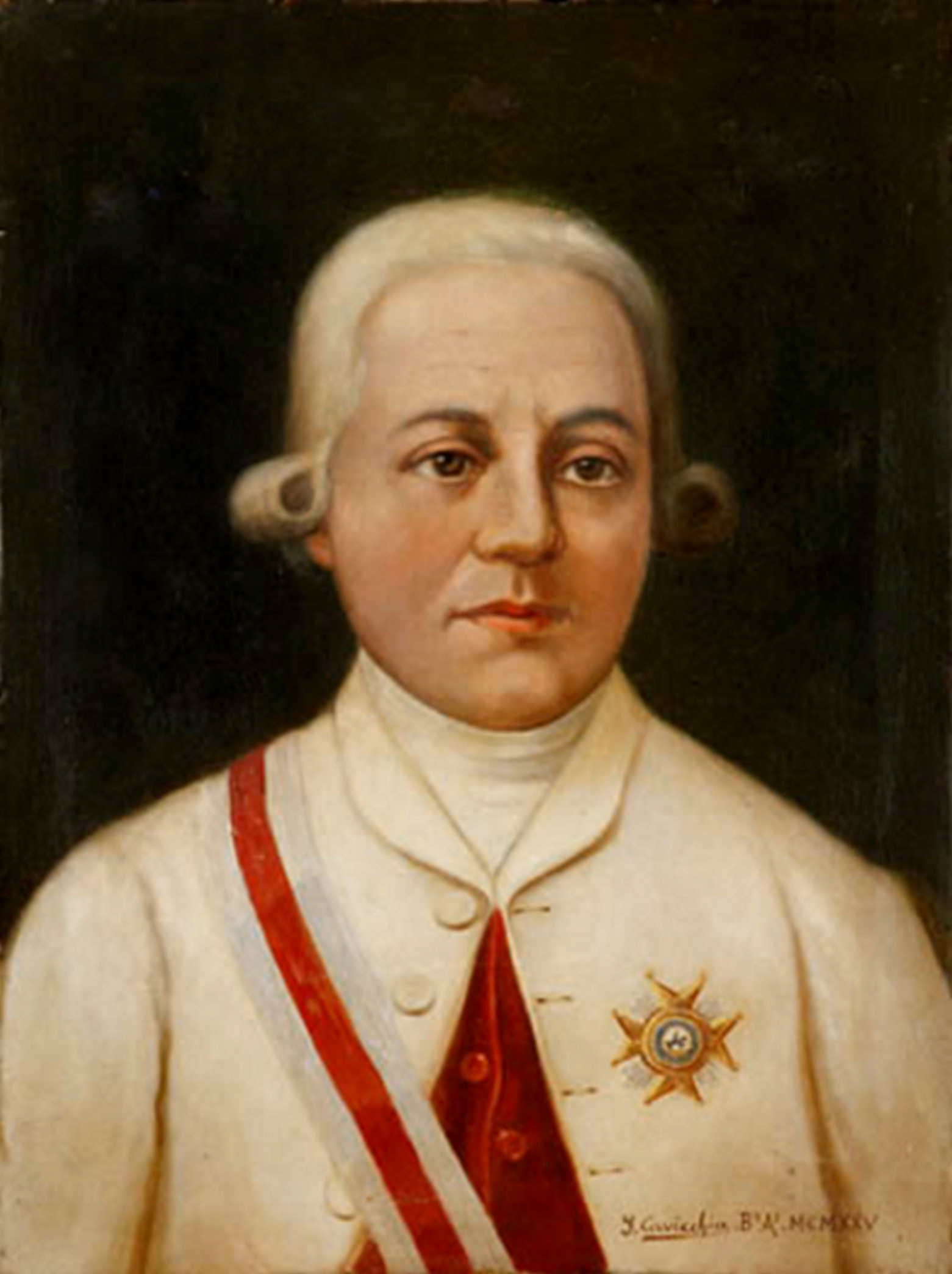
Rafael de Sobremonte, autor del reglamento de 1801.

El virrey interino Antonio Olaguer Feliú consultó al subinspector general del virreinato, Rafael de Sobremonte: 

Con fecha 6 de abril de 1795, se comunico a mi inmediato antecesor la Adjunta Real Orden original, con el ejemplar que incluye el Reglamento aprobado por S.M. para las Milicias del Virreinato de Santa Fe, y habiendo fallecido aquel Jefe sin evacuar el informe que por ella se le mando dar, sin duda porque esperaría reunir para ello todos los conocimientos necesarios y convenientes en materia de tanta importancia, trate yo (luego que a mi regreso de la plaza de Montevideo, a donde me transferí inmediatamente que tome posesión del mando, me entere del estado de este asunto) (...) en esta inteligencia lo paso a V.S. todo para que, con su devolución, informe lo que se le ofrezca y parezca, a fin de que pueda hacerse a S.M. el que conceptúe mas conveniente a su Real Servicio.

El 20 de marzo de 1799 Sobremonte envió un informe al nuevo virrey Gabriel de Avilés y del Fierro, quien el 16 de agosto de 1799 le ordenó:

(...) respecto a tener aprobados todos los puntos que me ha consultado relativo al establecimiento de Milicias, corresponde que forme V.S. el reglamento de ellas, que debo remitir a S.M. con el informe que se le encargo a mi inmediato antecesor el 14 de febrero ultimo, lo que prevengo a V.S. para que así lo efectúe.

Sobremonte preparó en dos meses un plan de milicias para todo el virreinato, incluyendo los nombres de los comandantes para los cargos que proponía, que presentó al virrey Avilés y del Fierro el 10 de octubre de 1799. El 5 de abril de 1800 el virrey elevó el plan al ministro de Guerra y el plan fue aprobado con escasas modificaciones por real orden de 24 de septiembre de 1800 del rey Carlos IV. Este virrey al entregar el mando a su sucesor Joaquín del Pino escribió en su relación el 21 de mayo de 1801 sin conocer la aprobación real:

Por el actual señor sub inspector general y en Virtud de la real órden de 6 de abril 1795, para que, examinado el reglamento dé las Milicias del nuevo Reino de Granada, se consultase si era adaptable á esté Reino, ó se propusiesen las modificaciones ó variaciones que se creyesen conducentes, en cuya virtud hizo el reglamento que le pareció y dirigí á la Corte, cuyas resultas no han llegado por la larga interrupción de nuestra comunicación con la Península.

Por real cédula de 14 de enero de 1801 fue imprimido el Reglamento para las Milicias disciplinadas de Infantería y Caballería del Virreynato de Buenos Ayres, aprobado por S. M. y mandado observar inviolablemente. 

Por quanto habiendo resuelto formar en las Provincias del Rio de la Plata varios cuerpos de Infantería y Caballería de Milicias para la defensa de las haciendas, vidas y religión de mis muy fieles vasallos, cuya felicidad empeña siempre todo mi cuidado, se observarán inviolablemente los artículos siguientes para el gobierno, servicio, disciplina, completo, provision de empleo, fueros, preeminencias y goces de esta Tropa.

Contaba con 10 capítulos, estableciendo el deber de tomar las armas en defensa del rey, de la religión y de la patria. Establecía para todos los hombres hábiles de entre 16 y 45 años un servicio en la milicia no menor de 10 años y no mayor de 20, excepto para quienes quisieran continuar y si eran necesarios. Fue preparado por Sobremonte sobre la base del reglamento de Cuba. Los cuerpos milicianos alcanzados por el reglamento pasaron a tener fueros militares e incluían algunos instructores veteranos en sus filas, quienes quedaban subordinados a los jefes milicianos de los cuerpos. La mayoría de los instructores veteranos pertenecían a la Asamblea de Infantería o a la Asamblea de Caballería. El resto de las unidades milicianas existentes que no fueron contempladas por el reglamento, continuaron en clase de milicias urbanas, para ser convocadas en caso de necesidad.
El artículo n.º 24 del capítulo n.º 1 establecía la segregación racial por castas:

Los Cuerpos de blancos se compondrán en el todo de individuos de esta calidad, y que se conocen por Españoles; y los que no lo sean quedarán separados en Compañías o Esquadras en calidad de Urbanos.

Las unidades previstas por el reglamento eran las siguientes:

### Buenos Aires y alrededores
El artículo n.º 2 del capítulo n.º 1 del reglamento señalaba que Buenos Aires y sus alrededores, incluso Santa Fe, debían contar con un pie de fuerza de 3083 plazas.
- El Batallón de Voluntarios de Infantería de Buenos Aires, compuesto por 8 compañías de fusileros y una de granaderos con un total de 694 plazas, guarnecía la Ciudad de Buenos Aires. Utilizaba el uniforme establecido para las milicias regladas de América: casaca azul, chupa y calzón blancos, vuelta, solapa y collarín encarnados, un galón estrecho en el collarín y botón dorado. Tenía dos banderas, la primera de campo blanco con el escudo de las armas reales en el centro y la segunda con la Cruz de Borgoña en campo blanco y el escudo de Buenos Aires en los ángulos.[6] El 26 de agosto de 1802 se determinó que los cuerpos usaran sólo una bandera en lugar de dos. El 15 de agosto de 1801 fue nombrado su comandante, Miguel de Azcuénaga. Su plana mayor la componían: un coronel voluntario, un sargento mayor veterano y 2 ayudantes mayores veteranos, un tambor veterano, 2 abanderados, un cirujano, un capellán, un cabo de gastadores y 6 gastadores. Cada compañía tenía un capitán, un teniente y un subteniente voluntarios, 3 sargentos (uno veterano), un tambor veterano, 4 cabos 1° (2 veteranos), 4 cabos 2°, y 65 soldados. La compañía de granaderos tenía de menos que las demás los siguientes voluntarios: un sargento, un cabo 1°, un cabo 2° y 4 soldados. Este batallón reglado suplantó al Regimiento de Infantería de Milicias de Buenos Aires, hasta entonces existente. En 1803 su coronel comandante era Miguel de Azcuénaga y el sargento mayor veterano, Adolfo Quesada.

- Compañía de Granaderos de Pardos Libres de Buenos Aires: con 100 plazas.
- Compañía de Granaderos de Morenos Libres de Buenos Aires: con 60 plazas.

Se hallaban en la Ciudad de Buenos Aires. Había un garzón para ambas compañías de granaderos con grado de sargento veterano y en cada una un cabo y un tambor veteranos. El comandante de las dos compañías era el ayudante mayor veterano más antiguo del Batallón de Voluntarios de Infantería de Buenos Aires.
- El Regimiento de Caballería de Voluntarios de Buenos Aires tenía 4 escuadrones de 3 compañías de 60 plazas cada uno, totalizando 724 plazas. Su plana mayor estaba compuesta por: un coronel, un teniente coronel, 2 comandantes, un sargento mayor veterano, 2 ayudantes mayores veteranos, un capellán, un cirujano, 4 portaestandartes y 4 trompetas veteranos (estos dos últimos a uno por escuadrón). Cada compañía tenía un capitán, un teniente y un alférez voluntarios, 2 sargentos (uno veterano), 3 cabos 1° (1 veterano), 3 carabineros, y 52 soldados (10 de ellos eran supernumerarios). Estaba integrado por los pobladores de barrios de la periferia de la ciudad considerados extramuros, y chacras inmediatas. Su uniforme era de acuerdo a la real orden para las Milicias de Caballería de América: casaca azul, chupa y calzón blancos, vuelta, solapa y collarín encarnados, galón estrecho en el collarín y botón blanco. Este regimiento reglado suplantó al Regimiento de Caballería de Milicias de Buenos Aires, hasta entonces existente.

- En Luján se hallaba el Regimiento de Caballería de Voluntarios de la Frontera de Buenos Aires: con 4 escuadrones de 3 compañías cada uno y un total de 1204 plazas con 100 en cada compañía. Era igual al de Buenos Aires, pero cada compañía tenía además un sargento, un cabo 1°, un carabinero y 37 soldados. Este regimiento aglutinó a las compañías milicianas independientes del Cuerpo de Milicias de Caballería de la Campaña de Buenos Aires que hasta entonces existían en la frontera de Buenos Aires.

- En la ciudad de Santa Fe y alrededores se hallaba el Escuadrón de Voluntarios de Santa Fe de la Veracruz, que contaba con 3 compañías de 100 plazas cada una, totalizando 301 plazas. Su plana mayor la componían: un comandante, un ayudante mayor veterano, un portaestandarte, un capellán, un cirujano y un trompeta veterano. Cada compañía tenía un capitán, un teniente, un alférez, 3 sargentos (uno veterano), 4 cabos (uno veterano) 4 carabineros y 89 soldados. Las compañías estaban destacadas en: la ciudad de Santa Fe (1°), jurisdicción de Santa Fe (2°) y frontera de Santa Fe (3°). Este escuadrón suplantó el Regimiento de Milicias hasta entonces existente.

### Compañías independientes de la frontera bonaerense
El artículo n.º 3 del capítulo n.º 1 del reglamento se refiere a las cinco compañías independientes que se hallaban situadas en los fortines de:
- Compañía de Caballería de Voluntarios del Fortín de San Pedro de los Lobos;
- Compañía de Caballería de Voluntarios del Fortín de San Lorenzo de Navarro;
- Compañía de Caballería de Voluntarios del Fortín de Nuestra Señora de Mercedes;
- Compañía de Caballería de Voluntarios del Fortín de San Claudio de Areco;
- Compañía de Caballería de Voluntarios del Fortín de Nuestra Señora del Rosario de Melincué.

Eran compañías milicianas preexistentes al reglamento de 1801 y se hallaban a cargo del comandante general de la frontera, quien a su vez era el jefe del Cuerpo de Blandengues de la Frontera de Buenos Aires. Este cuerpo veterano ocupaba otros 6 fuertes de la frontera indígena y tenía a su cargo la instrucción de los milicianos de las 5 compañías. El reglamento de 1801 no especificaba el número de compañías, ni el de sus oficiales y plazas, que continuaban de la misma manera en que ya se hallaban. Se preveía la posibilidad de fusión entre las compañías si los milicianos no alcanzaban.

### Montevideo y Banda Oriental
El artículo n.º 4 del capítulo n.º 1 del reglamento señalaba que la gobernación de Montevideo y otras áreas de la Banda Oriental debían contar con un pie de fuerza de 2482 plazas.
- En Montevideo se hallaba el Batallón de Voluntarios de Infantería de Montevideo, compuesto por 8 compañías de fusileros y una de granaderos, con un total de 694 plazas. Era igual en todo al de Buenos Aires. Las banderas eran las mismas que el batallón de Buenos Aires, pero con los escudos de Montevideo. Este batallón reglado suplantó al Batallón de Infantería de Milicias de Montevideo, hasta entonces existente. En 1803 su coronel comandante era Juan Francisco García y el sargento mayor veterano, Tomás Estrada.

- Compañía de Granaderos de Pardos Libres de Montevideo: con 100 plazas.
- Compañía de Granaderos de Morenos Libres de Montevideo: con 60 plazas.

Se hallaban en Montevideo y eran iguales a las de dos compañías de Buenos Aires. El comandante de las dos compañías era el ayudante mayor veterano más antiguo del Batallón de Voluntarios de Infantería de Montevideo.
- El Regimiento de Caballería de Voluntarios de Montevideo contaba con cuatro escuadrones de 3 compañías cada uno, e igual fuerza que el de Buenos Aires, con un total de 724 plazas.[7] Este regimiento reglado suplantó al Regimiento de Caballería de Milicias de Montevideo, hasta entonces existente.

- En Maldonado y sus dependencias se hallaba el Regimiento de Voluntarios de Caballería de Maldonado, con dos escuadrones de 3 compañías de 60 plazas cada una y un ayudante mayor veterano, con un total de 362 plazas. Su plana mayor estaba compuesta por un coronel, un teniente coronel (ambos voluntarios, comandantes de cada escuadrón), un sargento mayor veterano, un ayudante mayor veterano, un cirujano, un capellán, 2 trompetas veteranos y 2 portaestandartes. Cada compañía tenía un capitán, un teniente, un alférez, 2 sargentos (uno veterano), 3 cabos (uno veterano), 3 carabineros, y 52 soldados (10 de ellos supernumerarios). Las compañías estaban destacadas en San Carlos (1°), Rocha (2°), Concepción de Minas (3°), Solís Grande (4°), Pan de Azúcar (5°) y Maldonado (6°).

- En Colonia del Sacramento y sus dependencias se hallaba el Regimiento de Voluntarios de Caballería de la Colonia del Sacramento: con dos escuadrones de 3 compañías de 60 plazas cada una, con un total de 362 plazas. Era igual al de Maldonado. Las compañías estaban destacadas en: Víboras (1°), Espinillo (2°), El Colla (3°), Rosario (4°), Santo Domingo Soriano (5°) y Colonia (6°).

- En el interior de la Banda Oriental, entre el río Negro, el río Yí y el arroyo Cordobés se hallaba destacado el Escuadrón de Voluntarios del Río Negro, Yí y Cordobés. Contaba con 3 compañías y un total de 180 plazas. Su plana mayor la componían: un comandante, un ayudante mayor veterano, un portaestandarte, un capellán, un cirujano y un trompeta veterano. Cada compañía tenía un capitán, un teniente, un alférez, 2 sargentos (uno veterano), 3 cabos (uno veterano), 3 carabineros y 42 soldados.

### Corrientes y su distrito
El artículo n.º 5 del capítulo n.º 1 del reglamento señalaba que la ciudad de Corrientes y su distrito debían contar con un pie de fuerza de 600 plazas.
- El Regimiento de Voluntarios de Caballería de Corrientes tenía 2 escuadrones, cada uno con 3 compañías de 100 plazas cada una y un total de 600 plazas. El 1° Escuadrón se hallaba en la ciudad y alrededores y el 2° en Saladas (1° compañía), Caá Catí (2° compañía) y San Roque (3° compañía). Su plana mayor estaba compuesta por un coronel, un teniente coronel (ambos voluntarios, comandantes de cada escuadrón), un sargento mayor veterano, un ayudante mayor veterano, un cirujano, un capellán, 2 trompetas veteranos y 2 portaestandartes. Cada compañía se componía de: 1 capitán, 1 teniente, 1 alférez, 3 sargentos (uno veterano), 4 cabos (uno veterano), 4 carabineros y 89 soldados.[8]

### Intendencia del Paraguay
El artículo n.º 6 del capítulo n.º 1 del reglamento señalaba que la intendencia del Paraguay debía contar con un pie de fuerza de 2400 plazas.
- El Regimiento n.º 1 de Voluntarios de Caballería del Paraguay, con cuatro escuadrones de 3 compañías cada uno y un total de 1200 plazas, guarnecía los fuertes de la costa del río Paraguay al sur de Asunción, por lo que se lo conocía como de Costa Abajo. Era igual al de Luján. En 1806 estaba distribuido entre los fuertes de: Lambaré, San Antonio, Villeta, Angostura, Macaimpam, Ibioca, Lobato, Remolinos, Herradura, San Fernando, Tacuaras, Ñeembucú y Boquerón.[9]

- El Regimiento n.º 2 de Voluntarios de Caballería del Paraguay, con cuatro escuadrones de 3 compañías cada uno y un total de 1200 plazas, guarnecía los fuertes de la ribera del río Paraguay al norte de Asunción, por lo que se lo conocía como de Costa Arriba. Era igual al de Luján. En 1806 estaba distribuido entre los fuertes de: Castillo, Peñón, Arecutacuá, Manduvirá, Ypytá, Cuarepotí, Pedernal e Ycuamandiyú.

### Intendencia de Córdoba del Tucumán
El artículo n.º 7 del capítulo n.º 1 del reglamento señalaba que la intendencia de Córdoba del Tucumán debía contar con un pie de fuerza de 2400 plazas.
- En la frontera de Córdoba se hallaba el Regimiento de Voluntarios de Caballería de Córdoba con cuatro escuadrones de 3 compañías cada uno y un total de 1200 plazas. Era de igual fuerza que el de Luján. Se distribuía en la frontera indígena según las necesidades.

- En la ciudad de Mendoza y su distrito se hallaba el Regimiento de Voluntarios de Caballería de Mendoza, que contaba con dos escuadrones y un total de 600 plazas. Era igual al de Corrientes.

- En la ciudad de San Luis se hallaba el Regimiento de Voluntarios de Caballería de San Luis, constituido por dos escuadrones y un total de 600 plazas. Era igual al de Corrientes.

### Intendencia de Salta del Tucumán
El artículo n.º 8 del capítulo n.º 1 del reglamento señalaba que la intendencia de Salta del Tucumán debía contar con un pie de fuerza de 2400 plazas.
- En Salta, Jujuy y la frontera del Chaco se hallaba distribuido el Regimiento de Voluntarios de Caballería de Salta, contando con 4 escuadrones y un total de 1200 plazas. Era igual al de Luján.

- En San Miguel de Tucumán se hallaba el Regimiento de Voluntarios de Caballería de San Miguel del Tucumán, que contaba con dos escuadrones con un total de 600 plazas. Era igual al de Corrientes.

- En Santiago del Estero se hallaba el Regimiento de Voluntarios de Caballería de Santiago del Estero, que contaba con dos escuadrones y un total de 600 plazas. Era igual al de Corrientes.

## Milicias provinciales regladas del Alto Perú
Fueron regladas por el reglamento algunas unidades del Alto Perú, las cuales no tenían instructores ni plana mayor veterana, por lo que eran consideradas milicias provinciales, aunque gozaban de fuero militar como las regladas.

### Intendencias de La Paz, Chuquisaca y Potosí
El artículo n.º 10 del capítulo n.º 1 del reglamento señalaba las fuerzas que debían reglarse sin instructores veteranos en las intendencias de La Paz, Chuquisaca y Potosí.
- En la ciudad de La Paz se hallaba el Batallón Provincial de Voluntarios de Infantería de La Paz, que contaba con 8 compañías de fusileros y una de granaderos y un total de 450 plazas de españoles. Una publicación de 1803 indicaba que entonces se estaba organizando todavía.

- En la intendencia de Chuquisaca se hallaba la Compañía de Granaderos Provinciales de Chuquisaca, con 100 plazas de guarnición de la ciudad de La Plata o Chuquisaca. Una publicación de 1803 indicaba que entonces se estaba organizando todavía.

- En la villa de Tomina de la intendencia de Chuquisaca se debía formar un Regimiento de Milicias Provinciales de Voluntarios de Caballería de Tomina, con la fuerza que permita su alistamiento de Españoles, ó reputados por tales. Una publicación de 1803 indicaba que entonces se estaba organizando todavía.

- En la villa de Cinti de la intendencia de Chuquisaca se debía formar un Regimiento de Milicias Provinciales de Voluntarios de Caballería de Cinti, con la fuerza que permita su alistamiento de Españoles, ó reputados por tales. Una publicación de 1803 indicaba que se estaba organizando todavía y el 14 de marzo de 1804 fueron nombrados oficiales del cuerpo.[10]

- En la Villa Imperial de Potosí se hallaba el Batallón de Milicias Provinciales de Potosí, anteriormente denominado Compañía del Comercio de la Villa de Potosí o Nobles del Comercio de Potosí. Fue formado con comerciantes españoles en 1791. La componían: 1 capitán, 1 teniente, 1 subteniente, 1 ayudante, 2 cabos 1°, 4 cabos 2°, 2 tambores y 74 soldados, aunque el reglamento de 1801 no especificaba su fuerza.[11]

- También en Potosí se hallaba el Escuadrón de Voluntarios de Caballería de Potosí: con 3 compañías de 100 plazas cada una (en la de Potosí se arreglarán las compañías de esta calidad que proporcione su vecindario y subsistirá las del Comercio). Una publicación de 1803 indicaba que se estaba organizando todavía.[12]

- En la villa de Tarija de la intendencia de Potosí se debía formar un Regimiento de Milicias Provinciales de Voluntarios de Caballería de Tarija, con la fuerza que permita su alistamiento de Españoles, ó reputados por tales. Una publicación de 1803 indicaba que se estaba organizando todavía y el 15 de septiembre de 1803 fueron nombrados oficiales del cuerpo.[10]

### Intendencia de Cochabamba
El artículo n.º 11 del capítulo n.º 1 del reglamento señalaba las fuerzas que debían reglarse sin instructores veteranos en la intendencia de Cochabamba.
- En la provincia de Cochabamba se hallaba el Regimiento de Voluntarios de Caballería de Cochabamba o Regimiento de Caballería de Milicias Provinciales de Cochabamba, integrado por 4 escuadrones de 3 compañías de 50 hombres cada uno y un total de 600 plazas. El reglamento no señalaba su plana mayor, que se integraba con un coronel, un teniente coronel, un sargento mayor y 2 comandantes de escuadrón, todos voluntarios.

- En la ciudad de Santa Cruz de la Sierra de la intendencia de Cochabamba se hallaba el Batallón de Milicias Provinciales de Santa Cruz de la Sierra, con 8 compañías de 50 plazas cada una, totalizando 400 plazas. En 1803 su comandante era Antonio Seoane.

## Milicias urbanas
Las unidades milicianas que no fueron comprendidas en el reglamento de 1801 continuaron existiendo como urbanos:

Artículo N° 11: (...) los demás interiores del Virreynato no comprehendidos en este Reglamento quedarán en clase de Urbanos, sin goce de fuero sino quando en defecto de aquellos se emplearen en servicio de armas.

Con los blancos que no eran españoles se crearon compañías y escuadras denominadas de Urbanos del Comercio. En 1805 se formó un batallón con 6 compañías en Buenos Aires.

## Milicias regladas de artillería
El artículo n.º 12 del capítulo n.º 1 del reglamento señalaba las 9 compañías de milicias auxiliares de la artillería que debían reglarse. Estas unidades dependían del comandante y oficiales del Real Cuerpo de Artillería para su gobierno, instrucción y arreglo.
Cuadro de milicias de artillería regladas por el Reglamento de 1801.
| Compañía                                                         | Localización             | Capitán | Tenientes | Subtenientes | Plazas |
| ---------------------------------------------------------------- | ------------------------ | ------- | --------- | ------------ | ------ |
| Compañía de Milicias de Artillería de Buenos Aires               | Buenos Aires             | 1       | 2         | 3            | 150    |
| 1° Compañía de Milicias de Artillería de Montevideo              | Montevideo               | 1       | 1         | 2            | 115    |
| 2° Compañía de Milicias de Artillería de Montevideo              | Montevideo               | 1       | 1         | 2            | 115    |
| Compañía de Milicias de Artillería de Maldonado                  | Maldonado                | 1       | 1         | 1            | 100    |
| Compañía de Milicias de Artillería de Colonia del Sacramento     | Colonia del Sacramento   | 1       | 1         | 1            | 80     |
| Compañía de Milicias de Artillería de Mendoza                    | Mendoza                  | 1       | 1         | 1            | 54     |
| Compañía de Milicias de Artillería de Potosí                     | Potosí                   | 1       | 1         | 1            | 62     |
| Compañía de Milicias de Artillería del Paraguay                  | Intendencia del Paraguay | 1       | 1         | 1            | 50     |
| Compañía de Milicias de Artillería de Pardos Libres del Paraguay | Intendencia del Paraguay | 1       | 1         | 1            | 50     |
| TOTAL                                                            | 9                        | 9       | 11        | 12           | 776    |

Las 776 plazas incluían sargentos, cabos y tambores. La Compañía de Buenos Aires tenía un piquete destacado en la Ensenada de Barragán, compuesto de 24 plazas a cargo de un subteniente.

## Reorganización de las milicias de artillería en 1804 y 1805
Una real orden de 29 de abril de 1804 mandó que las 9 compañías milicianas regladas de artillería existentes en el virreinato y las 2 de naturales no regladas existentes en Montevideo, se redujeran a 4 de 100 plazas cada una. Cada compañía pasó a tener 4 cabos primeros, 4 cabos segundos y 88 artilleros segundos. Las unidades subsistentes quedaban en Buenos Aires, Montevideo, Maldonado y Colonia del Sacramento, pasando el resto a integrar unidades de infantería.
Otra real orden de 5 de mayo de 1805 dispuso restablecer 3 unidades de artillería milicianas, quedando así 5 compañías de 100 hombres cada una en Buenos Aires, Montevideo (2), Maldonado y Paraguay. Dos compañías de 60 hombres quedaban en Mendoza y Colonia del Sacramento. Tenían 3 cabos primeros, 5 cabos segundos y 52 artilleros segundos.
La dependencia e instrucción siguió a cargo del Real Cuerpo de Artillería.

## Creación de nuevos cuerpos
El artículo n.º 9 del capítulo n.º 1 del reglamento otorgaba al virrey la potestad para crear nuevos cuerpos reglados o aumentar las plazas de las compañías, dando cuenta al rey para su aprobación. A causa de la guerra con Portugal, el virrey creó en 1801 el Escuadrón de Voluntarios de Caballería de la Frontera del Cerro Largo, que guarnecía la villa de Melo en la Banda Oriental. Tenía 3 compañías de igual fuerza que el del Escuadrón del Río Negro, Yí y Cordobés (180 hombres) ubicadas en: 1° Tacuarí, 2° Aceguá, y 3° Olimar.

Artículo N° 9: Como estos Cuerpos tienen por principal objeto la defensa de sus respectivas Fronteras, si la experiencia acreditare que en algunas de las Provincias no son suficientes para sostenerla los Regimientos Provinciales reglados que se designan, podrá determinar el Virey la formacion de algun otro, ó aumentar la fuerza de sus Compañías con los informes que estimare oportunos cuidando de que el estado mayor del inmediato atienda á su instruccion, si fuere posible, ó ciñendo la nueva erogacion á lo indispensable, dando cuenta para su aprobacion.

## Invasiones Inglesas

### Cuerpo de prevención
En enero de 1805 el virrey Rafael de Sobremonte recibió órdenes de organizar la defensa de Buenos Aires y de Montevideo en previsión de una posible invasión británica. Sobremonte convocó a una junta de guerra que determinó varias medidas, entre ellas: convocar a Buenos Aires a fuerzas milicianas del interior del virreinato, juntar caballos y fabricar pólvora y cartuchos. Un contingente de 150 hombres de San Luis llegó a principios de 1805 al mando de José Giménez Iguanzo. Llegaron también 300 soldados del Regimiento de Voluntarios de Caballería de Córdoba y 100 partidarios de la frontera de Córdoba. A la Ensenada de Barragán fueron destinados 100 blandengues de Santa Fe y 50 de los Voluntarios de Caballería de la Frontera de Buenos Aires.
El 2 de abril de 1805 dispuso la creación del Cuerpo de Prevención o Campo Volante: el cuerpo de prevención que debía estar en condiciones de acudir en caso necesario a la otra banda del Rio de la Plata. Estaba integrado por 1500 milicianos de caballería de la frontera, el batallón de infantería, los granaderos de Cívicos, 200 blandengues, 250 voluntarios de Córdoba y de San Luis y la compañía de granaderos del Rey. Al disminuir la tensión las fuerzas fueron desmovilizadas.
Cuando por intermedio del capitán de un barco llegado a la Ensenada de Barragán el 2 de enero de 1806 Sobremonte supo que una flota británica había arribado a San Salvador de Bahía en Brasil en diciembre de 1805, convocó a las milicias regladas y trasladó a Montevideo a las escasas fuerzas veteranas de Buenos Aires, creyendo que esa plaza amurallada sería el blanco del ataque. Sin embargo, la flota se dirigía a África y las fuerzas fueron desmovilizadas nuevamente. Cuando en junio de 1806 una flota británica fue avistada en el Río de la Plata el virrey dispuso el día 13 que marchasen a Montevideo las últimas tropas veteranas que quedaban en la capital: la 3° Compañía de Blandengues del Fuerte de San José de Luján y la compañía de granaderos del Regimiento de Dragones. Junto con ellos marcharon 100 hombres de la Compañía de Partidarios de la Frontera de Córdoba. Dispuso también que el Regimiento de Voluntarios de Caballería de la Colonia pasase a depender del gobernador de Montevideo. El 17 de junio Sobremonte ordenó el acuartelamiento de las milicias. Los británicos desembarcaron en Quilmes y se dirigieron a Buenos Aires, dispersando el 26 de junio a los 400 milicianos y 100 blandengues al mando de Pedro de Arze en el combate de Quilmes, por lo que el Cabildo de Buenos Aires se rindió antes de que los invasores ingresaran en la ciudad, mientras el virrey se dirigió a Córdoba para reclutar tropas siguiendo un plan de acción aprobado por el rey.
En la fuerza expedicionaria que reconquistó Buenos Aires en 1806 participaron fuerzas regladas, de acuerdo al parte firmado por Liniers en Colonia del Sacramento el 3 de agosto de 1806, eran las siguientes:
- 2 compañías del Batallón de Voluntarios de Infantería de Montevideo, una de granaderos al mando del capitán Joaquín de Chopitea con 57 plazas y otra de fusileros al mando del capitán Juan Balbín González Vallejo, con 10 oficiales y 138 soldados.
- 2 compañías de Regimiento de Voluntarios de Caballería de la Colonia del Sacramento, con 6 oficiales y 102 soldados. Una comandada por el capitán Pedro Manuel García y la otra por Benito Chain.

Unos 300 milicianos del Batallón de Voluntarios de Infantería de Buenos Aires se reunieron en Luján con los blandengues y los voluntarios de Juan Martín de Pueyrredón, pero fueron dispersados por los británicos en el combate de Perdriel el 1 de agosto de 1806. Unos 200 de esos milicianos, lograron reunirse en San Isidro con la columna de Liniers.

### Milicianos reglados reunidos por Sobremonte
El 25 de junio de 1806 el virrey Sobremonte escribió al comandante de armas de Córdoba coronel Santiago Alejo Allende:

(...) Esta plaza se halla atacada por los Ing.s haviendo ya desembarcado esta misma tarde (...) en tales circunstancias combiene mucho y prevengo á V.S. que á la mayor prestesa posible se ponga en marcha con toda la gente qe. pueda reunir y siga a esta Capital, si en el camino no encontrase nueva orn. mia que le prevenga otra cosa. (...) Igual prevencion ara V.S. a los Comandantes de Milicias de Mendosa, Sn. Luis, Santiago del Estero y Tucuman encargandoles sobre todo la prontitud con qe deben ponerse en marcha.(...)

Siguiendo el camino de postas Sobremonte llegó a Córdoba el 12 de julio de 1806 y reunió allí una fuerza de 600 milicianos —incluyendo presos— al mando del coronel Allende, con la que partió hacia Buenos Aires. En esa fuerza se hallaban milicianos del Regimiento de Voluntarios de Caballería de Córdoba. En un oficio enviado por el virrey a Liniers el 18 de agosto de 1806 expresó:

Habiendo citado las milicias de Córdoba, San Luis, Mendoza, Tucumán y Paraguay desde que salí de Buenos Aires con el designio de su reconquista (...) resulta un total de 2750 hombres.

El 4 de agosto de 1806 se embarcaron en Asunción y en Pilar 7 compañías con 534 milicianos y 12 oficiales de los regimientos de Voluntarios de Caballería del Paraguay, al mando del coronel de milicias José Espínola y Peña, del sargento mayor Fulgencio Pereira y del ayudante Juan de la Cuesta. Esta división desembarcó el 2 de septiembre en San Nicolás de los Arroyos y se dirigió a Buenos Aires, llegando luego de la rendición británica. En un oficio de Sobremonte a Liniers, en respuesta al que éste le dirigiera el 2 de septiembre de 1806, le comunicó que en el puerto de Las Conchas había 550 paraguayos llegados con el coronel José Espínola y que podía disponer de ellos. La división pasó a la Banda Oriental junto con el virrey Sobremonte.
Una segunda división paraguaya de Voluntarios de Caballería con 403 plazas y 4 oficiales partió en barco desde Pilar en dos grupos. El primero lo hizo el 26 de diciembre de 1806 al mando del teniente Pedro Antonio de Herrera, y el segundo partió el 16 de enero de 1807 al mando del capitán del Regimiento de Milicias de Costa Arriba, Manuel Antonio Cohene. En mayo de 1807 el gobernador del Paraguay, Bernardo de Velasco, viajó también a Buenos Aires para colaborar en la defensa.
El 4 de noviembre de 1806 Sobremonte ordenó que desde Corrientes el comandante de armas Pedro Fondevilla viajase hacia Montevideo con el Regimiento de Voluntarios de Caballería de Corrientes y todas las armas y caballos que pudiese reunir. Su punto de concentración fue San Roque y desde allí partieron 5000 caballos y 500 hombres, la mayoría con lanzas y espadas y sólo 62 con armas de fuego y otros 65 desarmados. Llegaron a las inmediaciones de Montevideo cuando la ciudad ya estaba bajo poder británico, no entraron en combate y luego regresaron a Corrientes, a donde se hallaban en 31 de mayo de 1807.
Desde San Luis fueron enviados 200 milicianos del Regimiento de Voluntarios de Caballería de San Luis al mando del comandante Blas Videla y de los oficiales: Matías Sancho, Florencio Terrada, Dolores de Videla, Juan Alejo Daract, Juan Basilio Garro, Rafael Wilckes O'Connor, Luis de Videla y Francisco Paula Lucero.
El 26 de julio de 1806 partieron de San Miguel de Tucumán 3 compañías de milicias del Regimiento de Voluntarios de San Miguel de Tucumán al mando del comandante de armas José Ignacio Garmendia, quien comandaba la 1° compañía, compuesta por el teniente Diego Aráoz, alférez Bernabé Aráoz, capellán Pedro Miguel Aráoz, 3 sargentos, 4 cabos y 114 soldados. La 2° compañía: capitán Salvador Alberdi, teniente Juan Benancio Laguna, alférez Máximo Molina, 3 sargentos, 4 cabos, 4 carabineros y 89 soldados. La 3° compañía: capitán Manuel Padilla, teniente Javier Eugenio Ojeda, alférez Diego Ruiz Huidobro, 3 sargentos, 4 cabos, 4 carabineros y 89 soldados. Debieron retornar desde el arroyo del Medio al conocer la reconquista de Buenos Aires, custodiando un contingente de 500 prisioneros británicos, destinados: 50 a San Luis, 50 a La Carlota, 100 a Santiago del Estero y 200 a San Miguel de Tucumán.
Los Voluntarios de Santa Fe concurrieron al mando del ayudante mayor Joaquín Álvarez de Navia, y los de Mendoza al mando del sargento mayor Faustino Ansay.
Por orden del virrey del 30 de julio de 1807 llegaron también a Buenos Aires 2 compañías de milicianos del Regimiento de Voluntarios de Caballería de San Miguel de Tucumán que el cabildo de esa ciudad uniformó a su costa. Estaban al mando del ayudante mayor Juan Ramón Balcarce. La 1° compañía, que fue alistada en San Miguel de Tucumán: comandante José Ignacio Garmendia, teniente Diego Aráoz, alférez Xavier Ojeda, capellán Pedro Miguel Aráoz, 3 sargentos, 4 cabos, 4 carabineros y 89 soldados. Otros 3 se incorporaron después. La 2° compañía fue alistada en Loreto (actual provincia de Santiago del Estero): capitán Salvador Alberdi, teniente Juan Benancio Laguna, alférez Máximo Molina, 3 sargentos, 4 cabos, 4 carabineros y 89 soldados. El 11 de junio de 1807 el comandante Pío de Gana informó al cabildo de San Miguel de Tucumán que estas compañías fueron agregadas al Tercio de Arribeños de su mando, a solicitud de sus oficiales.
Liniers informó que por no alcanzar los armamentos, los milicianos que llegaron a Buenos Aires procedentes de San Luis, Tucumán y Paraguay, se destinaron a la construcción de las baterías y al cuidado de las caballadas.

### Segunda Invasión Inglesa
Una vez reconquistada Buenos Aires, el descrédito sufrido por las milicias disciplinadas de acuerdo al reglamento de 1801, hizo que en la capital del virreinato el sistema fuera abandonado por el comandante general de armas Liniers para evitar el efecto psicológico desmoralizador. Se tuvo en cuenta también que muchos de los jefes de esos cuerpos eran considerados por los milicianos como responsables de la derrota, y al rendirse, debieron jurar no tomar de nuevo las armas contra los británicos mientras durase la guerra. Como los oficiales de los cuerpos reglados tenían despachos otorgados por el rey, si se reconstituían esos cuerpos, debían continuar ocupando sus puestos de mando.
Los nuevos cuerpos creados por Liniers y aprobados por Sobremonte provocaron que el subinspector general de las tropas del virreinato, Arze, viendo menoscabada su autoridad ofició al virrey el 1 de noviembre de 1806 haciéndole notar que los nuevos cuerpos milicianos habían alistado a los milicianos de los regimientos de infantería y caballería reglados de Buenos Aires, quedando ambos deshechos. Además de que soldados veteranos fueron ocupados en adiestrar a los milicianos sin su anuencia. El 5 de noviembre Sobremonte le respondió que tenía razón, pero que no había forma de remediar la situación, aconsejándole que aceptara las novedades.
El 29 de octubre de 1806 fuerzas británicas desembarcaron y ocuparon Maldonado, para hostilizarlas, Sobremonte envió unos días después al teniente de fragata Agustín Abreu con una pequeña fuerza de caballería, en la que se hallaban 100 milicianos cordobeses y 100 milicianos del Regimiento de Voluntarios de Caballería de Montevideo. El 16 de enero de 1806 las fuerzas británicas desembarcaron cerca del Buceo, hacia la que Sobremonte envió desde su cercano campamento 800 milicianos al mando de Allende, que prontamente se replegaron y dispersaron. El 20 de enero se produjo el Combate del Cordón, cuando salieron de Montevideo fuerzas al mando del brigadier Bernardo Lecocq y fueron derrotadas por los británicos. Entre esas fuerzas se hallaban 650 hombres del Batallón de Voluntarios de Infantería de Montevideo al mando del comandante Juan Francisco García de Zúñiga, 100 hombres del Regimiento de Voluntarios de Caballería de Córdoba, 130 hombres de los regimientos paraguayos, y 40 hombres de la 1° Compañía del Escuadrón de Voluntarios de Caballería del río Negro, Yí y Cordobés.
Las milicias regladas continuaban existiendo luego de la Segunda Invasión Inglesa ocurrida en 1807, pero el Batallón de Voluntarios de Infantería de Buenos Aires y el Regimiento de Caballería de Voluntarios de Buenos Aires quedaron vacíos de milicianos. Quedaron subsistentes en Buenos Aires, sin embargo, la Compañía de Granaderos de Pardos libres, la Compañía de Granaderos de Morenos libres (pero incorporadas al Batallón de Castas), la Compañía de Milicias de Artillería, y la Compañía de Granaderos del Batallón de Voluntarios de Infantería de Buenos Aires al mando de Florencio Terrada.